# Brodne-Józefów
Brodne-Józefów (prononciation [ˈbrɔdnɛ juˈzɛfuf]) est un village de la gmina de Kiernozia, du powiat de Łowicz, dans la voïvodie de Łódź, situé dans le centre de la Pologne.
Il se situe à environ 5 kilomètres à l'est de Kiernozia (siège de la gmina), 19 kilomètres au nord de Łowicz (siège du powiat) et 62 kilomètres au nord-est de Łódź (capitale de la voïvodie).

## Administration
De 1975 à 1998, le village était attaché administrativement à l'ancienne voïvodie de Płock.

Depuis 1999, il fait partie de la nouvelle voïvodie de Łódź.